# Rizon Parein
Rizon Parein is een Belgisch grafisch ontwerper die internationaal doorbrak.
Parein werkte onder andere reeds voor Nike, Apple, Facebook, Louis Vuitton, Jay-Z, Wes Anderson, Pharrell Williams en Dr. Dre.
In 2016 bracht hij het grootste designfestival OFFF naar Antwerpen. Dat wordt jaarlijks verder gezet onder de naam Us by night.

## Werken
- Artwork voor het album Pick Up The Parts van The Kevin Costners (2014)
- Artwork voor affiche in opdracht van Jay-Z